# Dryopteris tavelii
Dryopteris tavelii là một loài dương xỉ trong họ Dryopteridaceae. Loài này được Rothm. mô tả khoa học đầu tiên..
Danh pháp khoa học của loài này chưa được làm sáng tỏ. 

## Hình ảnh